# Euxoa spissa
Euxoa spissa là một loài bướm đêm trong họ Noctuidae.